# بوني (تكساس)
بوني (بالإنجليزية: Bonney, Texas)‏ هي قرية (الولايات المتحدة الأمريكية) تقع في الولايات المتحدة في مقاطعة برازوريا (تكساس). يقدر عدد سكانها بـ 310 نسمة ومساحتها 4.3 كم2 وترتفع عن سطح البحر 14 متر.

## التركيبة السكانية
حدّد مكتب تعداد الولايات المتحدة بيانات التركيبة السكانية لبوني في تعداد الولايات المتحدة. في ما يلي، التركيبة السكانية حسب تعدادي 2000 و2010.

### تعداد عام 2000
بلغ عدد سكان بوني 384 نسمة بحسب تعداد عام 2000، وبلغ عدد الأسر 126 أسرة وعدد العائلات 101 عائلة مقيمة في القرية. في حين سجلت الكثافة السكانية 75.6 نسمة لكل كيلومتر مربع (195.8/ميل2). وبلغ عدد الوحدات السكنية 136 وحدة بمتوسط كثافة قدره 26.8 لكل كيلومتر مربع (69.4/ميل2).
وتوزع التركيب العرقي للقرية بنسبة 69.53% من البيض و10.16% من الأمريكيين الأفارقة و1.04% من الأمريكيين الأصليين و1.30% من الأمريكيين ذوي الأصول الآسيوية و14.32% من الأعراق الأخرى و3.65% من عرقين مختلطين أو أكثر و29.95% من الهسبانيون أو اللاتينيون من أي عرق.
بلغ عدد الأسر 126 أسرة كانت نسبة 57.9% منها لديها أطفال تحت سن الثامنة عشر تعيش معهم، وبلغت نسبة الأزواج القاطنين مع بعضهم البعض 67.5% من أصل المجموع الكلي للأسر، ونسبة 8.7% من الأسر كان لديها معيلات من الإناث دون وجود شريك، بينما كانت نسبة 4% من الأسر لديها معيلون من الذكور دون وجود شريكة وكانت نسبة 19.8% من غير العائلات. تألفت نسبة 15.1% من أصل جميع الأسر من عدة أفراد يعيشون في نفس المنزل ونسبة 1.6% كانت تتألف من شخص يعيش بمفرده يبلغ من العمر 65 عاماً أو أكثر. وبلغ متوسط حجم الأسرة المعيشية 3.05، أما متوسط حجم العائلات فبلغ 3.45.
بلغ العمر الوسطي للسكان 31.6 عاماً. وكانت نسبة 34.1% من القاطنين تحت سن الثامنة عشر، وكانت نسبة 8.3% بين الثامنة عشر والرابعة والعشرين عاماً، ونسبة 37.2% كانت واقعةً في الفئة العمرية ما بين الخامسة والعشرين والرابعة والأربعين عاماً، ونسبة 15.9% كانت ما بين الخامسة والأربعين والرابعة والستين، ونسبة 4.4% كانت ضمن فئة الخامسة والستين عاماً فما فوق. يوجد لكل 100 أنثى 112.2 ذكر، ويوجد لكل 100 أنثى في الثامنة عشر من عمرها فما فوق 110.8 ذكر.
بلغ متوسط دخل الأسرة في القرية 41,750 دولارًا، أما متوسط دخل العائلة فبلغ 44,688 دولارًا. وكان متوسط دخل الذكور 26,389 دولارًا مقابل 22,885 دولارًا للإناث. وسجل دخل الفرد الخاص بالقرية 15,368 دولارًا. وكانت نسبة 3.1% من العائلات ونسبة 3% من السكان تحت خط الفقر، وكان من هؤلاء نسبة 2.6% تحت سن الثامنة عشر ونسبة 0% في الخامسة والستين من العمر وما فوق.

### تعداد عام 2010
بلغ عدد سكان بوني 310 نسمة بحسب تعداد عام 2010، وبلغ عدد الأسر 115 أسرة وعدد العائلات 78 عائلة مقيمة في القرية. في حين سجلت الكثافة السكانية 61 نسمة لكل كيلومتر مربع (158.0/ميل2). وبلغ عدد الوحدات السكنية 130 وحدة بمتوسط كثافة قدره 25.6 لكل كيلومتر مربع (66.3/ميل2).
وتوزع التركيب العرقي للقرية بنسبة 75.16% من البيض و9.03% من الأمريكيين الأفارقة و0.97% من الأمريكيين الأصليين و3.23% من الأمريكيين ذوي الأصول الآسيوية و10.32% من الأعراق الأخرى و1.29% من عرقين مختلطين أو أكثر و32.90% من الهسبانيون أو اللاتينيون من أي عرق.
بلغ عدد الأسر 115 أسرة كانت نسبة 35.7% منها لديها أطفال تحت سن الثامنة عشر تعيش معهم، وبلغت نسبة الأزواج القاطنين مع بعضهم البعض 54.8% من أصل المجموع الكلي للأسر، ونسبة 7% من الأسر كان لديها معيلات من الإناث دون وجود شريك، بينما كانت نسبة 6.1% من الأسر لديها معيلون من الذكور دون وجود شريكة وكانت نسبة 32.2% من غير العائلات. تألفت نسبة 27.8% من أصل جميع الأسر من عدة أفراد يعيشون في نفس المنزل ونسبة 4.3% كانت تتألف من شخص يعيش بمفرده يبلغ من العمر 65 عاماً أو أكثر. وبلغ متوسط حجم الأسرة المعيشية 2.70، أما متوسط حجم العائلات فبلغ 3.37.
بلغ العمر الوسطي للسكان 36.8 عاماً. وكانت نسبة 29.4% من القاطنين تحت سن الثامنة عشر، وكانت نسبة 6.8% بين الثامنة عشر والرابعة والعشرين عاماً، ونسبة 26.1% كانت واقعةً في الفئة العمرية ما بين الخامسة والعشرين والرابعة والأربعين عاماً، ونسبة 31.3% كانت ما بين الخامسة والأربعين والرابعة والستين، ونسبة 6.5% كانت ضمن فئة الخامسة والستين عاماً فما فوق. وتوزع التركيب الجنسي للسكان بنسبة 47.4% ذكور و52.6% إناث.